# Deinbollia acuminata
Deinbollia acuminata är en kinesträdsväxtart som beskrevs av Arthur Wallis Exell. Deinbollia acuminata ingår i släktet Deinbollia och familjen kinesträdsväxter. Inga underarter finns listade i Catalogue of Life.